# Kina (waluta)
Kina – jednostka monetarna Papui-Nowej Gwinei. Kina została wprowadzona 19 kwietnia 1975, zastępując dolary australijskie.
Kina dzieli się na 100 toea.